# غريتا كريستينا
غريتا كريستينا (بالإنجليزية: Greta Christina)‏ هي ناشِطة أمريكية، ولدت في 31 ديسمبر 1961.